# (72633) Randygroth
(72633) Randygroth est un astéroïde de la ceinture principale.

## Description
(72633) Randygroth est un astéroïde de la ceinture principale. Il fut découvert le 22 mars 2001 à l'Observatoire Junk Bond par David Healy. Il présente une orbite caractérisée par un demi-grand axe de 2,71 UA, une excentricité de 0,09 et une inclinaison de 1,7° par rapport à l'écliptique.

## Compléments